# Маріщук Юлія Андріївна
Маріщук Юлія Андріївна (29 квітня 1983) — українська підприємиця, керівниця проєктів у сфері електронної комерції в Україні.

## Біографія
Народилась 29 квітня 1983 року в Дніпропетровську.[джерело?]
У 2005 році закінчила економічний факультет Дніпропетровського національного університету за спеціальністю «Економічна статистика» з червоним дипломом магістра. Того ж року вступила до аспірантури, яку закінчила у 2008 році.[джерело?]
У 2005 році перемогла у всеукраїнській олімпіаді зі статистики.[джерело?]
У 2007 році опублікувала монографію «Стратегічні і тактичні плани-моделі маркетингу» у співавторстві з проф. О. М. Марютою.
З 2007 року — генеральна директорка холдингу Allegro Group Ukraine.[джерело?]
Наприкінці квітня 2014 року оголосила про відхід з поста генеральної директорки Allegro Group Ukraine і намір розвивати власні проєкти у сфері електронної комерції.
В середині вересня 2014 року стала керівницею компанії з управління проєктами Universal Commerce Group.
1 листопада 2014 під керівництвом Юлії Маріщук було запущено проєкт Prosto.ua.

## Нагороди
- 2012 — № 95 серед 100 найвпливовіших жінок України за версією журналу «Фокус»[4]
- 2012 — № 24 серед найуспішніших підприємиць України за версією Delo.ua[5].
- 2013 — одна з успішних топ-менеджерів до 35 років за версією «Інвестгазети»[6]
- 2014 — одна з топ-100 підприємиць України за версією Delo.ua[7].

## Родина
Одружена, має сина та дочку.